# Чапрашикова къща (Крум Чапрашиков)
 Тази статия е за къщата на Крум Чапрашиков.  За къщата на брат му Александър, която също е паметник на културата, вижте Чапрашикова къща (Александър Чапрашиков).  
Чапрашиковата къща e известна архитектурна постройка в центъра на София. Обявена е за паметник на културата с местно значение в „Държавен вестник“, брой 40 от 1978 година (№ 262).

## Местоположение
Сградата е разположена на улица „Оборище“ № 19.

## История
Емблематичната софийска сграда е построена в 1931 година от видния търговец и революционер, деец на ВМОРО Крум Чапрашиков. След Деветосептемврийския преврат в 1944 година е национализирана и в нея за кратко живее Тодор Живков. Сградата е с изключителни архитектурни качества, но има висока ограда, заради която почти не се вижда от улицата.